# Jaromír Žák
Jaromír Žák (* 18. Oktober 1942 in Všechovice) war tschechoslowakischer Politiker, KP-Mitglied, Parlamentsabgeordneter und Minister.

## Leben
Žák machte eine Lehre in einem Großbetrieb der petrochemischen Industrie in Litvínov, wo er danach arbeitete. Ab 1966 studierte er an der Wirtschaftsuniversität Prag. Der Kommunistischen Partei der Tschechoslowakei (KSČ) trat er bereits 1960 bei. Zwischen 1971 und 1974 arbeitete er im Finanzministerium. Nach 1974 war er im Apparat des Zentralkomitees der KSČ tätig, 1986 wurde er Kandidat und 1989 Mitglied des Zentralkomitees. In den Parlamentswahlen 1986 erlangte er einen Sitz als Abgeordneter, den er bis 1990 behielt.
Jaromír Žák hatte mehrere Regierungsfunktionen inne: vom 29. November 1985 bis zum 11. Oktober 1988 war er Finanzminister  in den Regierungen Lubomír Štrougal IV, Lubomír Štrougal V und Lubomír Štrougal VI, in der Regierung Ladislav Adamec wurde er ab dem 10. Dezember 1988 im Ministerrang mit der Leitung des Föderalen Preisamtes beauftragt, ab dem 19. Juni 1989 wurde er stellvertretender Premierminister und zugleich Vorsitzender der Staatlichen Planungskommission.